# Rhaphuma bimaculata
Rhaphuma bimaculata är en skalbaggsart som beskrevs av Schwarzer 1931. Rhaphuma bimaculata ingår i släktet Rhaphuma och familjen långhorningar. Inga underarter finns listade i Catalogue of Life.